# Žitište
Žitište (in serbo Житиште?, in ungherese Bégaszentgyörgy, in romeno Jitiște) è una città e una municipalità del distretto del Banato Centrale nel nord-est della provincia autonoma della Voivodina, al confine con la Romania.
È famosa per la statua di Rocky Balboa, seconda rispetto a quella celeberrima di Filadelfia.

## Geografia
Žitište sorge lungo la sponda sinistra del fiume Begaj, nella regione del Banato. La cittadina è situata a 18 km a nord-est di Zrenjanin. 

## Storia
Žitište fu fondata nel XIV secolo durante l'amministrazione ungherese della regione con il nome di Zenthgyurgh (Szentgyörgyi). Nel 1660-1666, durante la dominazione ottomana, si chiamava Senđurađ e risultava come un insediamento abitato da serbi. All'inizio del XVIII secolo, l'insediamento fu completamente abbandonato e nel 1723 fu descritto come una landa disabitata.
Nel 1724 fu nuovamente popolato da coloni serbi e rumeni. Nel 1736-1737 l'insediamento contava 27 case. A causa della guerra austro-turca (1736-1739) e delle pestilenze, il numero di abitanti diminuì e nel 1740 la popolazione dell'insediamento contava 18 case. Nel 1753 Begej Sveti Đurađ fu colonizzato da 1.000 frontalieri serbi provenienti da Pomorišje, Potisje e Veliki Bečkerek, e nello stesso anno fu registrato sulla mappa come "insediamento abitato da serbi". Nel 1758 Begej Sveti Đurađ contava 45 case e nel 1773 182 case. La sua chiesa fu costruita nel 1758 e fu utilizzata anche come scuola. Nel 1781 Begej Sveti Đurađ divenne proprietà di Isak Kiš (Kis Izsák), un commerciante di origine armena.
Dal 1800 al 1805 l'insediamento fu spostato in un'altra località più vicina al fiume Begej. Parte della popolazione serba si trasferì dall'insediamento e si stabilì nella Frontiera Militare, mentre i coloni tedeschi si stabilirono a Begej Sveti Đurađ al loro posto. Begej Sveti Đurađ fu un comune fino al 1877 quando fu unito al comune di Veliki Bečkerek. Nel 1880 la popolazione dell'insediamento contava 3.041 persone, di cui 1.983 cattolici, 1.033 ortodossi orientali, 19 ebrei e 6 altri. Secondo il censimento del 1910, la distribuzione linguistica dei 2.814 abitanti comprendeva 1.454 persone che parlavano tedesco, 1.034 che parlavano serbo e 214 che parlavano ungherese.
Nel 1931 la popolazione di Begej Sveti Đurađ comprendeva 1.318 abitanti che parlavano la lingua tedesca, 1.055 che parlavano la lingua serba, 188 che parlavano la lingua ungherese, 34 che parlavano altre lingue slave e 94 che parlavano altre lingue. Nel 1940, la popolazione di Begej Sveti Đurađ contava 3.055 persone, di cui 1.642 ortodossi orientali, 1.387 cattolici, 16 ebrei e 10 altri.
A seguito della seconda guerra mondiale e dell'occupazione dell'Asse, la popolazione tedesca fuggì o fu cacciata da Begej Sveti Đurađ nel dopoguerra, mentre 270 famiglie serbe provenienti dalla Bosanska Krajina si trasferirono nell'insediamento. Nel 1947 il nome del villaggio fu ufficialmente cambiato in Žitište. Nel 1960 Žitište divenne sede del suo comune.
Il 2 luglio 2016 un uomo ha ucciso la moglie in una sparatoria in un bar locale. Anche altre quattro persone sono state uccise e altre 22 sono rimaste ferite. L'omicida è stato arrestato dalla polizia dopo l'attacco.